# Санфорд (Вирџинија)
Санфорд (енгл. Sanford) насељено је место без административног статуса у америчкој савезној држави Вирџинија.

## Демографија
По попису из 2010. године број становника је 212.
| Група             | 2000.    | 2010.       |
| Белци             | 0 (0,0%) | 181 (85,4%) |
| Афроамериканци    | 0 (0,0%) | 21 (9,9%)   |
| Азијати           | 0 (0,0%) | 1 (0,5%)    |
| Хиспаноамериканци | 0 (0,0%) | 8 (3,8%)    |
| Укупно            | 0        | 212         |